# Санта Роса (Сан Хулијан)
Санта Роса (шп. Santa Rosa) насеље је у Мексику у савезној држави Халиско у општини Сан Хулијан. Насеље се налази на надморској висини од 1840 м.

## Становништво
Према подацима из 2005. године у насељу су живела 4 становника.

### Хронологија
| Година       | 2000       | 2005 |
| ------------ | ---------- | ---- |
| Становништво | 13 (6 / 7) | 4    |

### Попис
| # | Индикатор                        | Вредност |
| - | -------------------------------- | -------- |
| 1 | Укупно појединачних домаћинстава | 1        |